# ماهنامه ساندی جین اکس
ماهنامه ساندی جین اکس (ژاپنی: 月刊サンデーGENE-X هپبورن: Gekkan Sandē Jenekkusu), (انگلیسی: Monthly Sunday Gene-X) که اغلب به صورت اختصار با نام ساندی جی‌اکس (サンデーGX) از آن یاد می‌شود، یک مجله سینن مانگا است که توسط شوگاکوکان منتشر می‌شود. مانند بسیاری از مجلات مانگا دیگر، این مجله نیز یک «مجله آنتولوژی» است و هر شماره دارای فصل‌های جدیدی از چند مجموعه مانگا است.

## ماهنامه
عنوان این مجله یعنی ماهنامه ساندی جین اکس اشاره به مأموریت آن به عنوان یک مجله مانگا برای نسل ایکس (Generation X) است.